# بروس فریزر، اولین بارون فریزر
بروس فریزر، اولین بارون فریزر (انگلیسی: Bruce Fraser, 1st Baron Fraser of North Cape; ۵ فوریهٔ ۱۸۸۸ – ۱۲ فوریهٔ ۱۹۸۱) او یک افسر ارشد نیروی دریایی پادشاهی بریتانیا بود. او در جنگ جهانی اول خدمت کرد، در طول نبرد گالیپولی در عملیات شرکت داشت و در توقیف ناوگان دریای آزاد آلمان در پایان جنگ شرکت داشت. او همچنین در جنگ جهانی دوم ابتدا به عنوان فرمانده دریای سوم و کنترل‌کننده نیروی دریایی و سپس به عنوان فرمانده دوم و پس از آن به عنوان فرمانده ناوگان داخلی خدمت کرد و نیرویی را که ناو جنگی آلمانی شارنهورست را نابود کرد، رهبری کرد.
او به عنوان لرد اول دریا و رئیس ستاد نیروی دریایی منصوب شد و در این سمت به تأسیس ناتو کمک کرد و با این اصل که فرمانده عالی متفقین در اقیانوس اطلس باید یک دریاسالار آمریکایی باشد، موافقت کرد، در حالی که با مخالفت شدید بریتانیا روبرو بود.